# 札幌市立平岸西小学校
札幌市立平岸西小学校（さっぽろしりつ ひらぎしにししょうがっこう）は、北海道札幌市豊平区平岸1条15丁目にある市立小学校。
校木はエゾノコリンゴ（蝦夷の小りんご）であり、校庭に植樹されている（保護者に対する学校便りも「蝦夷の小りんご」と命名）。
近隣にある北海道社会保険病院（中の島1条8丁目）内に社会保険中央病院内学級を持つ。
札幌市教育委員会の事業である「札幌市学校図書館地域開放事業」の指定校となっている。

## 沿革
- 1969年10月6日 - 開校事務取扱発令。
- 1969年12月24日 - 札幌市立平岸小学校より分割し開校。
- 2008年9月11日 - 校舎の改築工事開始。
- 2010年3月 - 新校舎完成。
- 2011年2月 - 新体育館完成。